# Königstuhl (Gurktaler Alpen)
Der Königstuhl, auch als Großer Königstuhl bezeichnet, ist ein 2336 m ü. A. hoher Berg in den Gurktaler Alpen in Österreich.
Er liegt an der Grenze der Bundesländer Kärnten, Steiermark und Salzburg. Der Kärntner Anteil des Berges ist Bestandteil des Biosphärenparks Kärntner Nockberge, der Salzburger Anteil des Biosphärenparks Salzburger Lungau. Größere Ortschaften in der Nähe sind Eisentratten, Innerkrems und auf steirischer Seite  Turrach.
Der Königstuhl ist großteils von Almwiesen bedeckt. Ein markierter Weg führt über den südwärts verlaufenden Grat, der die Grenze zwischen Steiermark und Kärnten bildet, zum Gipfel. Über diesen Weg kann der Königstuhl sowohl von der Kärntner als auch von der steirischen Seite aus erreicht werden. Ein weiterer Weg führt aus nordwestlicher Richtung über den Grenzkamm zwischen Salzburg und Kärnten zum Gipfel. Er ist von Salzburg aus ebenso zugänglich wie von Kärnten aus. Im Winter ist der Königstuhl ein beliebtes Ziel für Skitouren.